# ياكوب دوك
ياكوب دوك هو رسام هولندي، ولد في 1600 في أوترخت في هولندا، وتوفي بنفس المكان في 28 يناير 1667.